# Hofstadters lov
Hofstadters lov er en selvrefererende talemåde der siger "Alt tager længere tid end beregnet, selv når man tager højde for Hofstadters lov". Fomuleringen sætter ord på umuligheden ved at anslå komplekse problemer. Talemåden er formuleret af den amerikanske videnskabsmand Douglas Hofstadter i hans bog Gödel, Escher, Bach: an Eternal Golden Braid (1979).